# Гнилево (Тверская область)
Гнилево (Гнилёво) — деревня в Ржевском районе Тверской области. Относится к сельскому поселению «Успенское».
Находится на правом берегу реки Городня в 17 километрах к северо-востоку от Ржева, в 5 км от посёлка Успенское, центра сельского поселения, и автодороги «Тверь—Ржев». В 2017-2018 году построена насыпь и проложена дорога до Воинского захоронения. Проезд возможен в летнее время на любом транспорте.
По переписи 2002 года населения в деревне нет.

## История
В 1940 году деревня Гнилево, 22 двора, в Зелениченском сельсовете Ржевского района Калининской области. Во время Великой Отечественной войны деревня была оккупирована гитлеровскими войсками в октябре 1941 года, освобождена в августе 1942 года.
После войны Гнилево центр сельсовета, здесь была школа. В 1950-е годы в братскую могилу в Гнилево были перезахоронены погибшие из 30 братских могил Гнилевского сельсовета, на территории которого в августе-сентябре 1942 года проходили кровопролитные сражения Ржевской битвы.
В 1970-80-е годы Гнилёво входит в совхоз «Мирный» и относится Масловскому сельсовету. В 1990-е деревня запустела, постоянных жителей не стало, в 2000-х — стоят несколько домов вдоль некошеной улицы.

## Воинское захоронение
По данным ОБД «Мемориал»:

Дата создания захоронения — 1954 год, до 1956 года захоронено 5377 воинов, имена всех известны.
Сюда перенесены останки воинов Красной Армии из деревень:  Архаровка, Аудово,Антоново, Архарово, Б. Гузынино, Б. Карпово, Б.-Гузынино, Бельково, Берниково,  Боярниково, Бутово, Бурцево, Власово, Воробьевка, Воробьево,  Галашкино, Галышкино, Гальникино, Глуково, Гляденево, Гляденово, Гляднево, Гнилево, Гнилово, Голушкино, Голышкино, Гольеткино, Гонашкино, Грибеево, Горчаково, Горшково, Голышкино, Гнилево, Граблево, Гребеево, Гребенево, Грибеево, Грибина, Грибово, Гридино, Грошово, Губино, Гузино, Гузы, Гузынино,Двикино, Демино, Демкино, Демьяновка, Дешевки, Дешовка, Дешовки, Дунилово, Дыбалово, Дыбаново, Житинки (Житенки), Житниково,  Зелениченко,Зеленичено, Зеленчино, Зеленичиха, Зеленкино,Извалино, Извилино, Изволино, Исаково,  Карлово, Карново, Карпово, Клепенино, Клешаево, Клешнево, Клушино, Клушнино, Ковынево, Копылово, Кошелево, Кр. Поселок, Красное, Красный пос., Красный Поселок, Кошелево, Клушино, Клешнево, Лубянка, Лудово, Люсягино, Макарово, Маломахово Малахово, Малахово-Волжская, Маломахово, Мало-Находово, Марвино, Марьино, Масягино, Михеево, М-Карпово, Молохово, МоргиноАрхарова,, Мосягино, Находово, Нивы, Першино, Пудово, Старцево, Чиваково, Юшнево.
Кто шефствует над захоронением: з-д АТЭ-3; жители Масловского с/с.
Сейчас захоронение реконструировано, вокруг ограда, на мраморных плитах высечены имена погибших, на памятной плите выбито: «Здесь похоронены солдаты, сержанты и офицеры 52, 57, 83, 118, 132, 142, 158, 178, 185, 215, 220, 246, 251, 274, 275, 371, 380, 527 стрелковых дивизий, 20, 101, 107 танковых дивизий, 3, 64, 84, 130, 132, 136 стрелковых бригад, 2, 23, 35, 100, 191, 256, 473 танковых бригад, погибшие в период Великой Отечественной войны 1941—1945 гг.»
По данным администрации Ржевского района на 2012 год, в братской могиле в деревне Гнилево 5710 захороненный, из них имена установлены у 3125.